# Batalla de Fotevik
La batalla de Fotevik (en danés: Slaget ved Fodevig) fue un enfrentamiento militar librado el 4 de junio del año 1134 entre las tropas del rey Nicolás I de Dinamarca, dirigidas por el propio monarca y su hijo Magnus Nilsson, y las acaudilladas por el pretendiente Erico Emune. El encuentro, que tuvo lugar en la bahía de Fotevik (Escania), se saldó con una victoria de Emune.
A la muerte de Erico I de Dinamarca, fue elegido rey su hermano Nicolás, mientras que los dos hijos del primero, Canuto Lavard y Erico Emune, se vieron desplazados. En enero de 1131 Canuto, único hijo legítimo de Erico I, fue asesinado en un bosque de Ringsted, Selandia. Algunas fuentes consideran que el asesinato fue instigado por Magnus Nilsson, hijo del rey Nicolás, e incluso hubo quien lo atribuyó al propio monarca. Sea como fuere, la muerte de Canuto provocó una guerra civil entre los presuntos asesinos y el hermanastro de la víctima, Erico Emune, que por intervalos duró hasta 1157.
En al batalla de Fotevik, el ejército del rey Nicolás fue sorprendido por un contingente de caballeros alemanes. La caballería no había sido utilizada hasta entonces a gran escala en Escandinavia, por lo que tuvo un efecto demoledor. Magnus Nilsson murió junto a seis (posiblemente cinco) obispos y una gran cantidad de sacerdotes que acompañaban a las tropas reales. Tras la victoria, Erico capturó y decapitó en Vejle, en la península de Jutlandia, al hermanastro de Canuto Lavard, Harald Kesja, además de ocho de sus hijos, por haberse aliado con Nicolás.
Derrotado, el rey Nicolás huyó con los restos de su flota a Schleswig. Allí fue asesinado el 25 de junio de 1134 por los burgueses de la ciudad. La batalla fue una victoria decisiva para Erico, que se convirtió en el siguiente rey de Dinamarca como Erico II.